# صيدناني صغير
صيدناني صغير (الاسم العلمي: Tamias minimus) (بالإنجليزية: Least Chipmunk)‏ هو نوع من الحيوانات يتبع جنس الصيدناني من فصيلة سنجابية.